# Tomás Teles da Silva
Tomás Teles da Silva (Lisboa, 24 de março de 1683 – São João da Foz, 1762) foi um nobre português.

## Biografia
Filho de Fernando Teles da Silva, 2.º marquês de Alegrete, e de D. Helena de Noronha; foi irmão de Manuel Teles da Silva, 3.º marquês de Alegrete.
Entrou para a carreira eclesiástica e foi cônego da Sé de Évora. Todavia, deixou a batina pela espada, assentando praça: tomou parte saliente na Guerra da Sucessão da Espanha, foi Coronel do Regimento de Estremoz e General de Batalha. Em 1715, foi à Alemanha combater os turcos e alistou-se no exército imperial. Em 1717, participou da tomada de Belgrado com o infante D. Manuel de Bragança, irmão de D. João V e filho do rei D. Pedro II.
Em Portugal, foi Mestre de Campo General, embaixador em Madri e gentil-homem da Real Câmara.
Casou-se em 1720 com a sobrinha D. Maria Xavier de Lima e Hohenlohe, 12.ª viscondessa de Vila Nova de Cerveira, filha de D. Tomás de Lima e Vasconcelos, 11.° visconde de Vila Nova de Cerveira, sendo em 1721 agraciado com o título, mesmo em vida do sogro, de visconde consorte. Seu filho mais velho, D. Tomás Xavier de Lima Teles da Silva, foi o 1.º marquês de Ponte de Lima e 13.º visconde de Vila Nova de Cerveira.
Morreu no castelo de São João da Foz em 1762, por estar envolvido na conspiração do Duque de Aveiro. Além de correspondência de Madri,  deixou um "Dicionario sobre a disciplina militar" e "Ciência de um soldado de infantaria, dedicado aos soldados novos", de Lisboa, 1737, publicado sob o pseudônimo de Teotônio de Sousa Tavares. Talvez também o livro raro, anônimo, publicado em 1736, "Avisos de um oficial velho a um oficial moço".